# Colección Alfaro Hofmann
La Colección Alfaro Hofmann es una colección privada de diseño industrial considerada como la más importante de carácter privado de Europa en cuanto a objetos cotidianos, con más de 5000 piezas.
La colección tiene su origen a finales de los años setenta, cuando Andrés Alfaro Hofmann, hijo del escultor Andreu Alfaro comenzó con las primeras adquisiciones. Durante la década de los ochenta, se sistematizó el proceso de selección y documentación de objetos, y posteriormente comenzó a centrarse en la divulgación de la cultura del objeto cotidiano del siglo XX.
A partir del año 2000, la Colección se establece en un edificio construido en Godella y proyectado por el arquitecto Emilio Giménez. En la actualidad, la muestra cuenta con unos 400 objetos en exposición, de un total de 3.000 que integran la colección. Queda organizada en torno a tipologías de electrodomésticos como neveras, lavadoras, cocinas, radios, televisores, ventiladores o teléfonos, entre otras, y se exponen objetos fabricados por importantes casas comerciales como AEG, Braun, Sony, Brionvega, General Electric o Siemens, entre otras.
Algunas de las piezas que componen la colección han sido cedidas y expuestas en instituciones como el IVAM, la Fundación Barrié o el Museu d'Arts Decoratives de Barcelona, y es considerada como uno de los museos del diseño de València.
Desde 2012, la Colección Alfaro Hofmann junto con la Fundació Història del Disseny de Barcelona otorgan unas becas de investigación sobre la Historia de los Electrodomésticos.